# AMULET mikroprocesszor
Az AMULET egy ARM processzorarchitektúrát implementáló mikroprocesszor-sorozat, amelyet a Manchesteri Egyetem School of Computer Science tanszékén alakult Advanced Processor Technologies csoport fejlesztett ki. Az AMULET egyedülálló az ARM implementációk között, mivel ez egy aszinkron mikroprocesszor, amelynek órajele nem négyszöghullám, tehát az adatszinkronizáció és -mozgatás céljaira nem a szokásos négyszögjelet használja. Elméleti jelentősége van, széles körű alkalmazása nem volt.

## Az AMULET mikroprocesszorok listája
- AMULET1 – 1990-ben tervezték, 1993-ban készült el az első példánya. Számított teljesítménye közelítőleg 70%-a egy összehasonlítható méretű, 20 MHz-en futó szinkron ARM6 processzorénak[1]
- AMULET2 – Az AMULET1 újbóli megvalósítása, 1996-ban gyártották. Jellemzője a csipre épített memória, amely processzor-gyorsítótárként vagy leképzett RAM-ként használható. Az APT csoport elvárásai szerint az AMULET2 hasonló disszipáció/teljesítmény arányt mutat, mint az ARM8. Az aszinkron designból adódó egyik kiemelkedő jellemzője, hogy a disszipáció 3 μW alá esik, mikor a processzort nem használja semmi (abban az esetben, ha a lapkára integrált timer, amely a DRAM frissítést kezeli, szintén inaktív).[2]
- AMULET3 – Áttervezett, az előző AMULET processzoroknál magasabb teljesítményt célzó architektúra, amely megőrzi az alacsony disszipációs tulajdonságot. 2000-ben kezdték gyártani, utasításkészlet az ARM level 4 szinttel kompatibilis, és a Thumb módot (ARM9TM) is támogatja. Teljesítménye és energiavesztesége (power dissipation) közelítőleg ugyanaz, mint az azonos technológiával készülő ARM9-nek. Az AMULET3 processzort egy DECT eszköz kereskedelmi prototípusában alkalmazták, a 	benne rejlő alacsony elektromágneses interferencia karakterisztika miatt. Ez az eszköz nem került gyártásba, a technikán kívüli okok miatt.[3]

## Fordítás
Ez a szócikk részben vagy egészben  az   AMULET microprocessor című angol Wikipédia-szócikk ezen változatának fordításán alapul.  Az eredeti cikk szerkesztőit annak laptörténete sorolja fel. Ez a jelzés csupán a megfogalmazás eredetét és a szerzői jogokat jelzi, nem szolgál a cikkben szereplő információk forrásmegjelöléseként.